# Sde Nahum
Sde Nahum (Hebreeuws: שְׂדֵה נַחוּם) is een kibboets van de regionale raad van Beit She'an vallei.
In 2005 telde de Sde Nahum 550 inwoners.

## Geboren in Sde Nahum
- Arieh Warshel (1940), Israëlisch-Amerikaans biochemicus en Nobelprijswinnaar (2013)